# DAEMON Tools
DAEMON Tools (abreviação de ferramentas de disco e monitorar a execução) é uma unidade virtual e programa de criação de disco óptico para Microsoft Windows e Mac OS.

## Revisão
DAEMON Tools era originalmente um sucessor do emulador SafeDisc genérico e incorporou todos os seus recursos. O programa afirma ser capaz de derrotar a maioria dos esquemas de proteção contra cópia como SafeDisc e SecuROM. Ele é compatível com Windows XP, Windows Vista, Windows 7 e Windows 8. Windows 8.1 e Windows 10, DAEMON Tools tem um modo especial para o funcionamento adequado de cópias de discos com proteção avançada (SafeDisc, SecuROM e laserlock, CDCOPS, StarForce e Proteger CD), que são usado em alguns discos com jogos.

## Edições
Existem seis edições do produto: Ultra, Lite, Pro Standard, Pro Advanced, Net e DT para Mac. A comparação de recursos é dado abaixo. Além disso, a empresa oferece duas soluções complementares para a organização de armazenamento de dados: DAEMON Tools USB 2 que permite a partilha de diferentes tipos de dispositivos USB entre estações de trabalho remotas e DAEMON Tools iSCSI alvo 2 - uma solução multi-plataforma que permite a criação de um servidor de armazenamento iSCSI e fornece acesso a dispositivos virtuais ou físicos, juntamente com imagens de VHD, dentro de casa ou na rede corporativa.

## Formatos de arquivos
O formato de arquivo padrão DAEMON Tools é Dados de mídia eXtended (MDX). MDX é um formato de arquivo de imagem de disco semelhante a imagens MDS / MDF. Ele suporta todas as características do formato MDS / MDF, exceto que todos os dados estão em um único arquivo monolítico. Os arquivos desses tipos suportar a extensão de nome de .mdx.
Arquivo MDX contém metadados de mídia original - especificamente os principais parâmetros físicos do disco, como quebras de camada, sessões, faixas e outros. Pode ser descrito como sendo um ficheiro de arquivo contendo todos os dados de um CD / DVD. Ele também suporta a compressão de dados. Arquivo MDX inclui o número "descritor de mídia" mágica no início do arquivo.

## Formatos suportados
Formatos suportados desde a ultima versão 10.1.0.74:
- Mdx
- Mds
- Mdf
- Iso
- Ccd
- Isz
- Cdi
- B5t
- B6t
- Bwt
- Nrg
- Vhd
- Tc
- Iscsi
- Vmdk
- Vdi
- Zip
- Cue (Ape,bin,flac,wav)